# Caryophyllia mabahithi
Espèce
Statut CITES
Caryophyllia mabahithi est une espèce de coraux appartenant à la famille des Caryophylliidae.